# Tagesferien
Tagesferien sind eine Form der Kinderbetreuung. Es handelt sich um ein Betreuungsangebot, das sich an schulpflichtige Kinder während der Schulferien richtet. Meist haben Tagesferien ein Leitthema und meist verpflichten sich die Kinder für mindestens eine Woche. Es gibt jedoch auch tageweise buchbare Angebote.

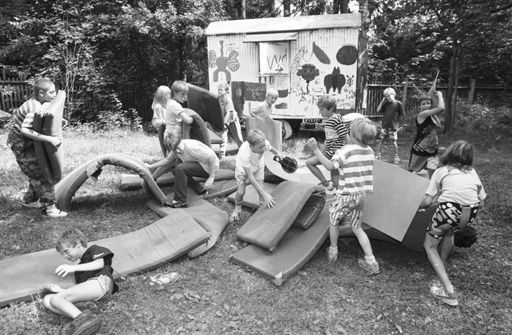
Spielangebote bei Tagesferien im Landkreis München

Tagesferien sind verwandt mit Freizeiten bzw. Ferienlagern. Im Unterschied dazu verbringen die Kinder den Abend, die Nacht und die Wochenenden zu Hause. Tagesferien sind somit eine kostengünstige Alternative zu Lagern, die mit einer Reise und einer Lagerhausmiete oder Zeltplatzgebühren verbunden sind.
Angeboten werden Tagesferien unter anderem von Freizeitorganisationen, Kirchen oder Tourismusanbietern wie zum Beispiel Hotels oder Erlebnis-Bauernhöfen. Es gibt Angebote, die staatlich bezuschusst werden, ähnlich wie Kindertagesstätten.
Tagesferien außerhalb der Tourismusbranche sind gegenwärtig noch eine eher neuartige Betreuungsform (Stand 2007). Im Prinzip drängt sich diese Betreuungsform jedoch im Zusammenhang mit dem Thema Vereinbarkeit von Familie und Beruf und der zunehmenden Tendenz von Frauen, berufstätig zu sein, auf, zumal die Schulferien in aller Regel deutlicher länger sind als die in der Arbeitswelt gewährten Urlaubswochen.